# 广州市福满家便利店有限公司

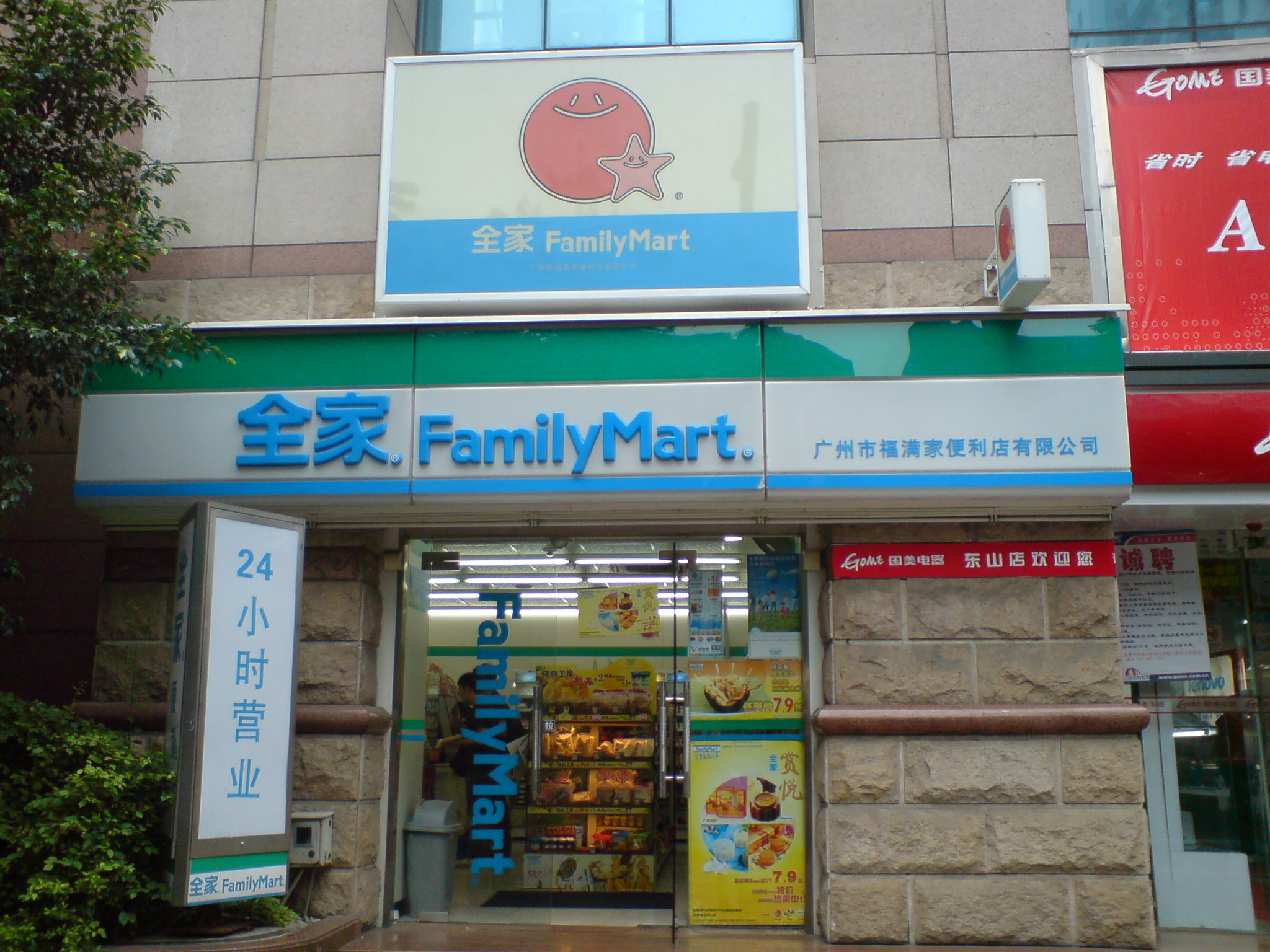
广州全家便利商店中二店

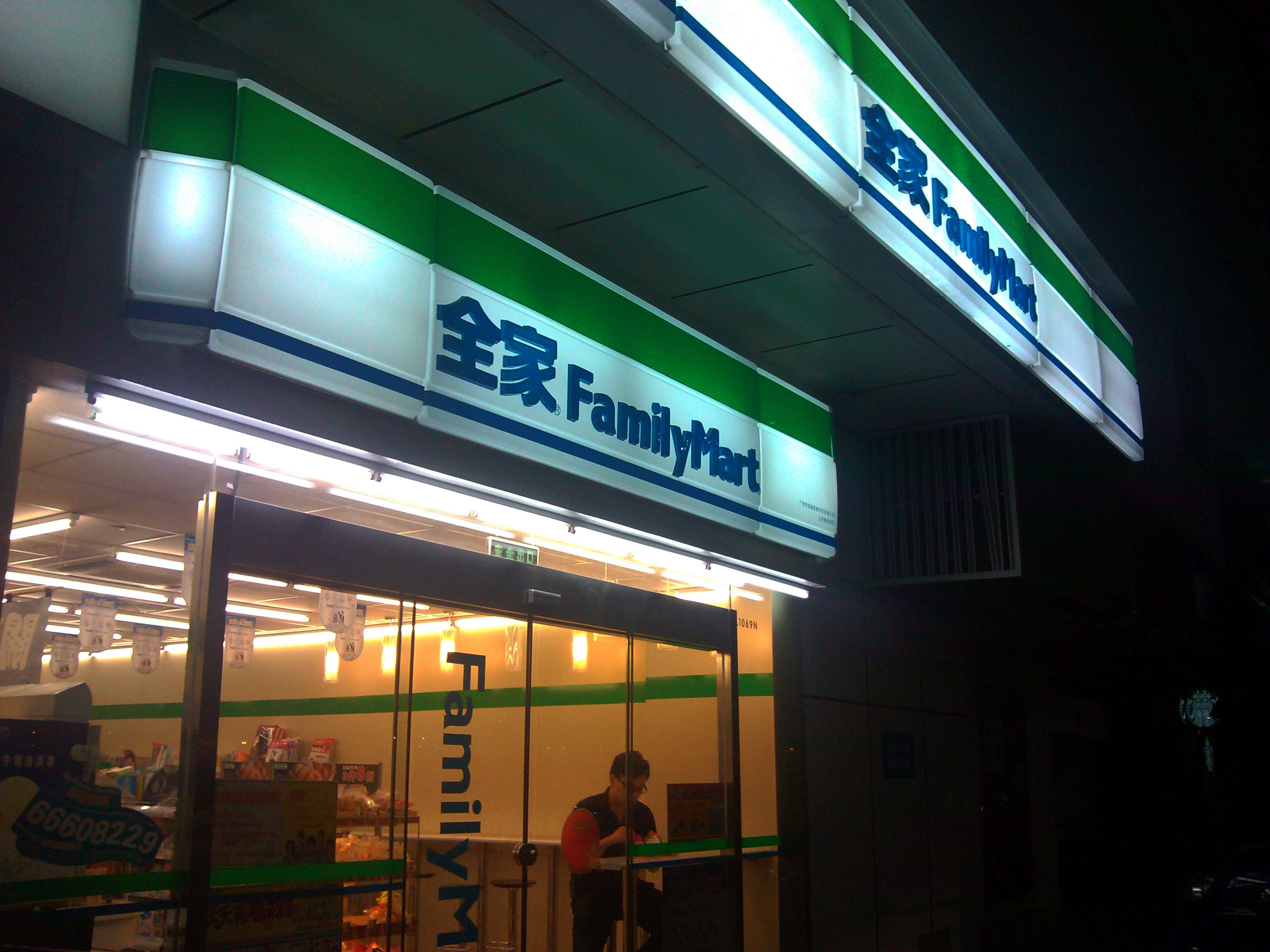
全家便利商店于广州市白云区五号停机坪购物广场的分店

广州市福满家便利店有限公司是位于中国广东省广州市经营「全家便利商店（FamilyMart）」的外商独资企业，由頂新國際集團、伊藤忠商事、日本全家便利商店集团和台湾全家便利商店股份有限公司共同投资控股，于2006年9月成立，2007年1月26日在天河区体育东路开设第一家分店，截至2015年10月30日，已於廣州開設177間門店。
总部位于广州市越秀区中山二路35-1号广东省冶金建筑设计研究院大楼3层。

## 历史
广州市福满家便利店有限公司同上海福满家便利有限公司和苏州福满家便利店有限公司一样，由顶新国际集团所属的顶全（开曼岛）控股有限公司持股50.5%，其他三方（伊藤忠商事、日本全家和台湾全家）合资成立全家中国股份有限公司，共同持有49.5%的股份。
广州是FamilyMart在中国开设全家便利商店的第三个城市，虽然全家2009年8月31日时在广州只有25家分店，这与开设第一家店时计划2007年开设约20家便利店、3年内预计总店数超过百家远远不及。以及受到广州本身已有7-Eleven、OK便利店、喜士多等便利店，且在广州7-Eleven在便利店行业中占主导地位，其旗下分店的分布也是全广州最多，发展阻力巨大。值得注意的是，广州第一家全家便利店体东店已经停业的影响，但其后发展并未停止，而是转为抢攻盒饭鲜食市场，大力推广“全民三餐在全家”。
广州全家便利商店目前分设在天河、海珠、荔湾、越秀、番禺、开发、白云等七个区。